# 平井熊三郎

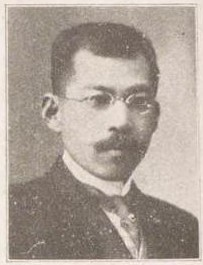
平井熊三郎

平井 熊三郎（ひらい くまさぶろう、1874年（明治7年）3月7日 - 1935年（昭和10年）3月21日）は、明治後期から昭和前期の実業家、政治家。衆議院議員。旧姓・土倉。

## 経歴
京都府 京都（現京都市下京区）西本願寺境内で、絵処・土倉司馬蔵の三男として生まれ、1884年（明治17年）8月、同じく本願寺旧臣の家系、平井トセの養子となり、1888年（明治21年）家督を相続した。
家庭が貧しく17歳で第四十九銀行に勤める。1896年（明治29年）西本願寺信徒の出資による起業銀行が設立されると招かれて支配人代理・営業部主任となり、下関支店長、本店支配人を歴任し、1905年（明治38年）専務取締役に就任。その他、京都米穀取引所理事、京都商業会議所議員、日本製布監査役、伏見瓦斯取締役会長、大日本興産取締役、大阪帝国通信取締役、中央物産社長などを務めた。
1907年（明治40年）3月、京都市会議員に選出され、同参事会員、同勧業委員も務めた。1912年（明治45年）5月、第11回衆議院議員総選挙（京都府京都市、中立）で当選し、その後、中央倶楽部、立憲同志会に所属し、衆議院議員に1期在任した。